# Маргарита Австрийская (медальон)
«Эрцгерцогиня Маргарита, регентша Нидерландов» (нем. Margarethe von Österreich, Statthalterin der Niederlande) — глиняный медальон немецкого скульптора Конрада Майта (1475/80–1550/51). Создан в 1528 году в Мехелене или Бру. Хранится в Кунсткамере в Музее истории искусств в Вене (инв. №УК 3150).
Маргарита Австрийская (1480-1530), дочь императора Максимилиана I и Марии Бургундской, была искусной в политике в свою бытность регентшей Нидерландов. При ее дворе в Мехелене высоко ценились искусства. Ее протежированием пользовались не только живописцы и скульпторы, но также и музыканты, писатели и мастера гобеленов. Она была первой, кто воплотил страсть Габсбургов к коллекционированию.
Этот медальон был выполнен ее придворным скульптором Конрадом Майтом и изображает Маргариту во вдовьем одеянии. Надпись относится к ее положению как дочери Максимилиана I и тетки императора Карла V. Оригиналом для глиняного медальона, несомненно, послужила деревянная несохранившаяся модель, с которой можно было снимать оттиски, чтобы распространять портрет регентши.